# غلتون (كامبريدجشير)
غلتون (بالإنجليزية: Glatton)‏ هي قرية و أبرشية مدنية تقع في المملكة المتحدة في إنجلترا.